# Liste des partis politiques au Pakistan

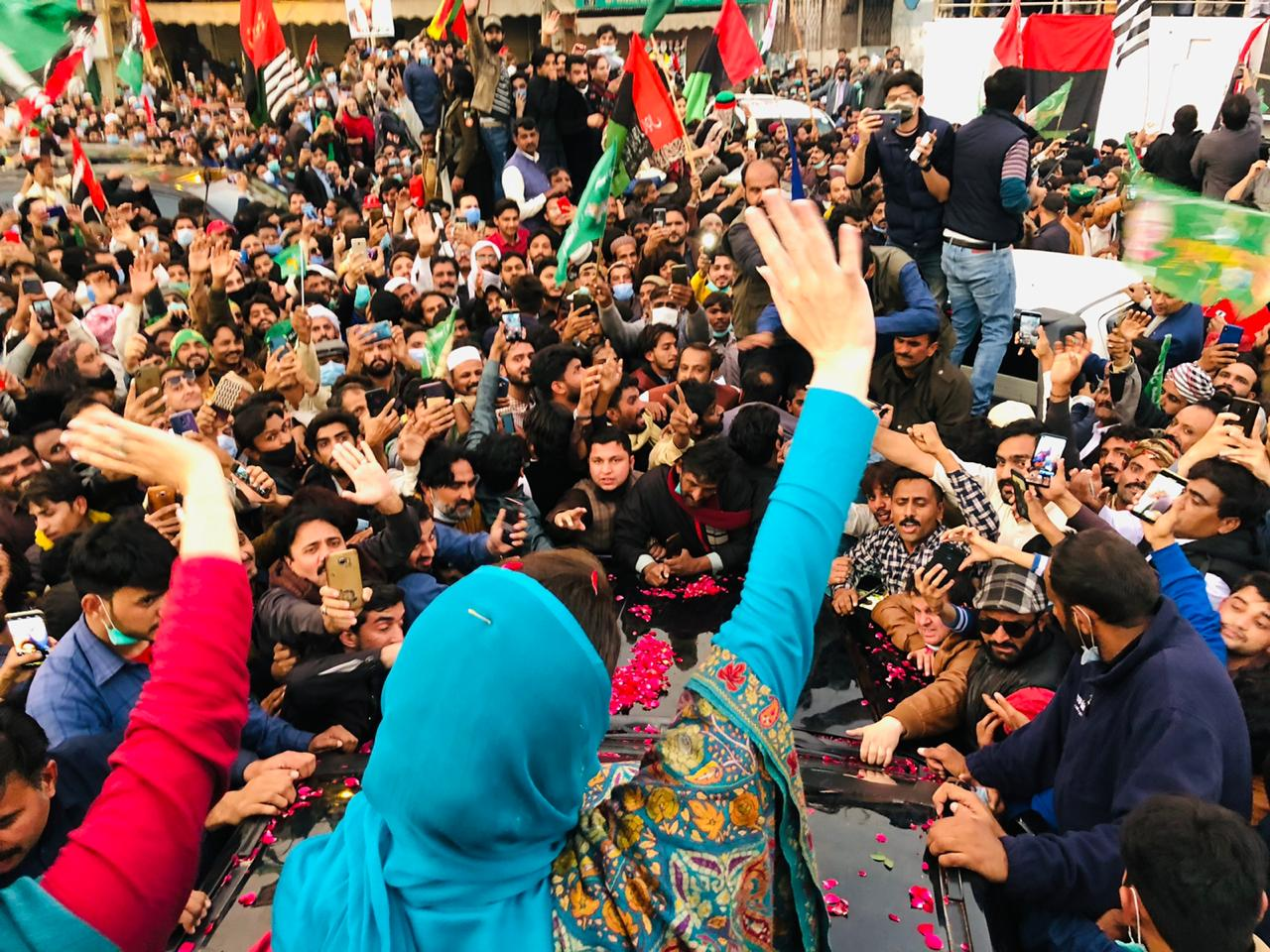
Maryam Nawaz Sharif lors d'un rassemblement du Mouvement démocratique pakistanais, coalition de partis d'opposition, en 2020 à Multan.

Divers partis politiques ont influencé la vie politique pakistanaise. Ceux-ci ont évolué au gré des luttes démocratiques et malgré la domination des différents régimes militaires qui ont été au pouvoir. Le pays connait un multipartisme riche, avec des partis nationaux, religieux ou ethniques notamment.  
Les partis pakistanais connaissent souvent des scissions, ce qui a conduit à leur multiplication. Ils sont souvent dominés par une famille influente et connaissent généralement une succession dynastique. Les plus importants sont la Ligue musulmane du Pakistan, notamment la faction de Nawaz Sharif et le Parti du peuple pakistanais de la famille Bhutto.

## Partis majeurs

### Parti du peuple pakistanais

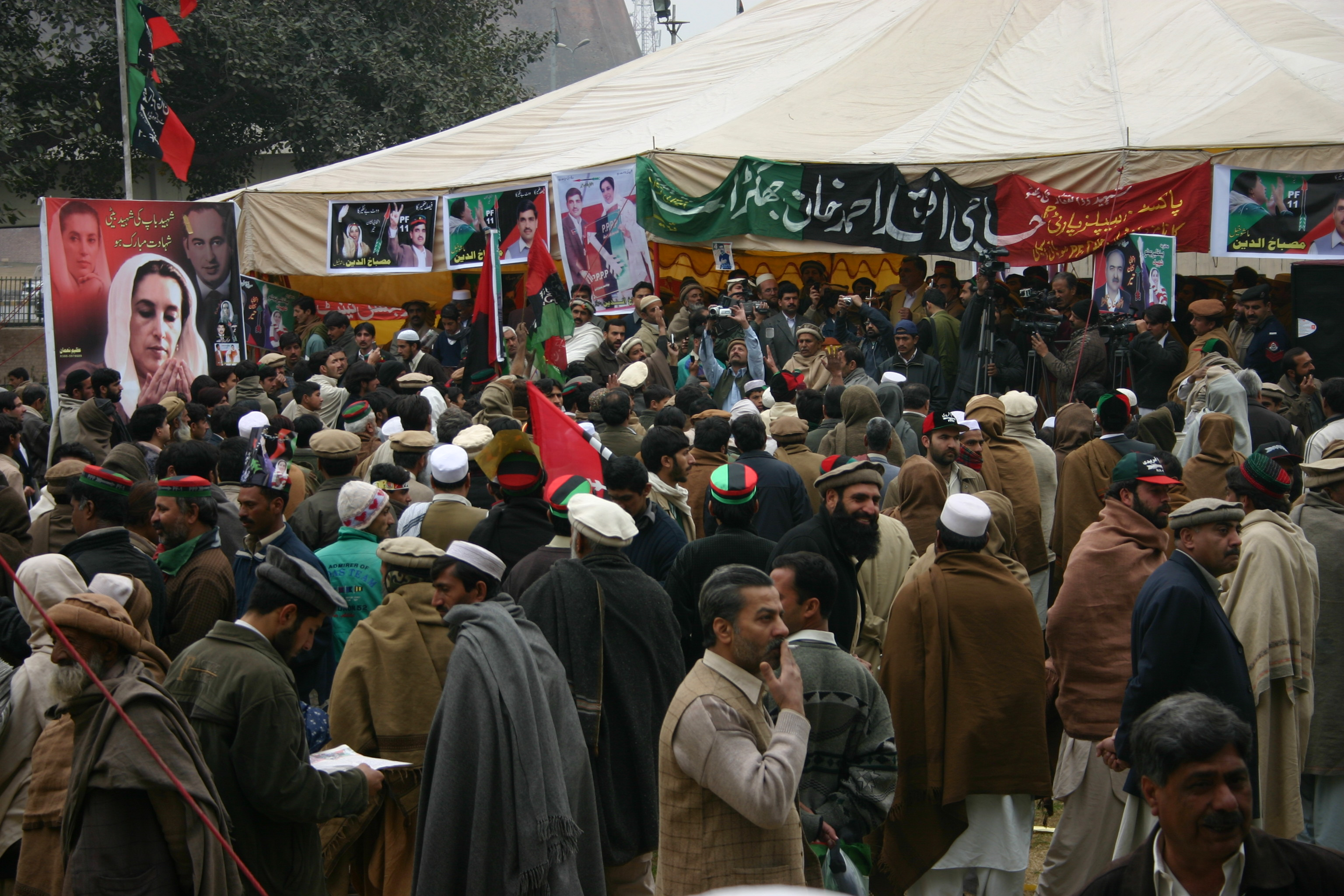
Réunion du Parti du peuple pakistanais, alors principal parti d'opposition, à Peshawar en vue des élections législatives de 2008.

Le Parti du peuple pakistanais (PPP) a été fondé en 1967 par Zulfikar Ali Bhutto sur une orientation socialiste. Jusqu'en 2018, il a toujours été soit au pouvoir, ayant dirigé quatre fois le gouvernement fédéral, soit le principal parti d'opposition de manière officielle, ou simplement de facto comme entre 1977 et 1988 quand il est à la tête de la fronde contre le dirigeant militaire Muhammad Zia-ul-Haq. Il est dirigé par Benazir Bhutto après l'exécution de son père par les militaires et effectue alors une transition vers le libéralisme économique. Alors qu'elle est assassinée en 2007, son époux Asif Ali Zardari puis son fils Bilawal prennent les rênes du parti. Impliqué dans de nombreux scandales de corruption, le PPP est aujourd'hui surtout influent dans le Sind.

### Ligue musulmane
La Ligue musulmane (de son vrai nom All-India Muslim League) est le plus ancien parti politique du pays, fondé en 1906, qui entendait représenter les musulmans sous l'Inde britannique puis qui s'est battu pour la création d'un pays pour les musulmans du sous-continent indien. En 1962, la Ligue musulmane du Pakistan lui succède mais ce parti a rapidement perdu son unité. Au moins huit partis politiques ont porté son nom ; les deux à avoir dirigé le pays sont présentés ci-dessous, les autres sont listés dans la section « Autres partis ».

#### Ligue musulmane du Pakistan (N)

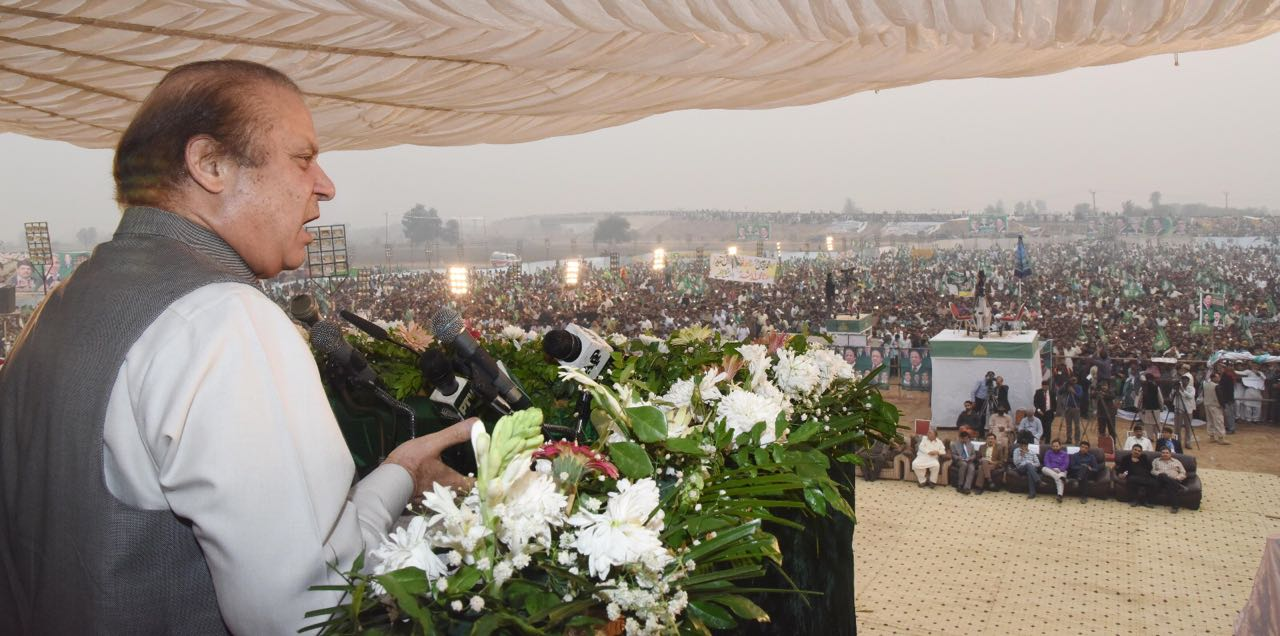
Nawaz Sharif en 2016.

La Ligue musulmane du Pakistan (Nawaz) a été créée en 1993 par Nawaz Sharif à la suite de l'éclatement de l'Alliance démocratique islamique. Il est depuis cette date l'un des principaux partis politiques du pays et est souvent la plus importante des « ligues musulmanes » (sauf entre 2002 et 2007), ayant depuis dirigé trois fois le pays. Il trouve l'essentiel de ses électeurs dans la province du Pendjab. En 2018, son frère Shehbaz Sharif lui succède à la tête du parti.

#### Ligue musulmane du Pakistan (Q)
La Ligue musulmane du Pakistan (Q) a été fondée par des dissidents de la Ligue de Nawaz Sharif en 2002 à la suite du renversement de ce dernier par un coup d’État en 1999. Il soutient ainsi le pouvoir militaire du président Pervez Musharraf et a dirigé le gouvernement fédéral après sa victoire aux élections législatives de 2002. Il perd toutefois le scrutin en 2008 et devient par la suite un parti mineur.

### Mouvement du Pakistan pour la justice

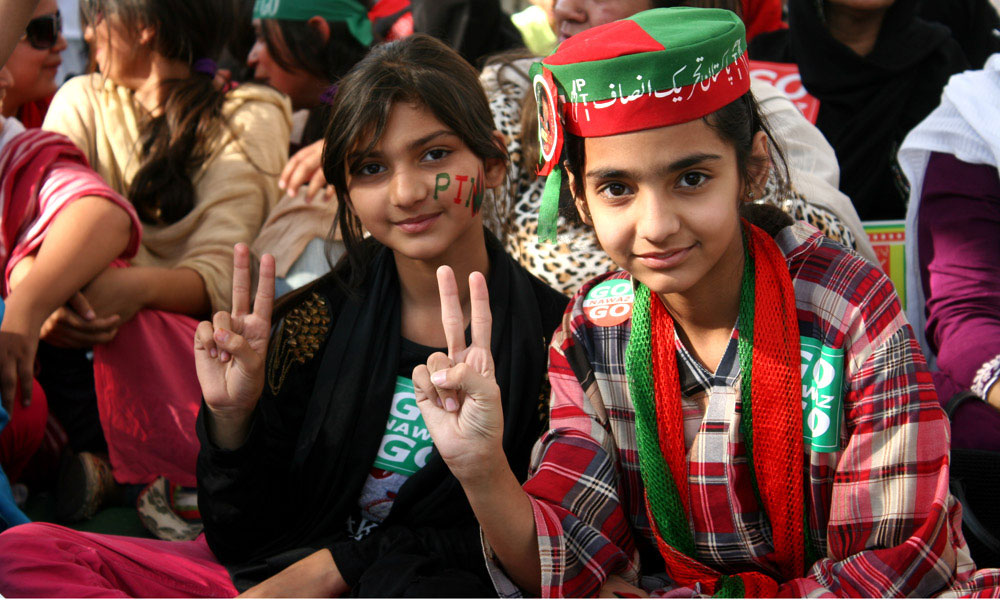
Jeunes sympathisantes du PTI en 2015.

Fondé le 25 avril 1996 par Imran Khan, le Mouvement du Pakistan pour la justice (PTI) centre son discours autour de la lutte contre la corruption alors qu'il fustige les différents partis qui ont gouverné le pays et leur encrage dynastique. Longtemps marginal, le parti ne remporte pas plus d'un siège de député lors des élections législatives de 1997 et de 2002, puis boycotte les élections de 2008. D'abord vu comme progressiste, il devient nettement conservateur par la suite. Avec le scrutin de 2013, le parti devient la troisième force de la chambre basse avec 35 députés, battant même le Parti du peuple pakistanais en termes de votes populaires, et dirige le gouvernement local de Khyber Pakhtunkhwa, obtenant un fort soutien parmi les Pachtounes. Il accède au pouvoir au niveau national avec les élections de 2018 quand Imran Khan devient Premier ministre.
Le PTI est souvent accusé par ses détracteurs d'être influencé et soutenu par l'armée pakistanaise.

## Partis ethniques

### Partis pachtounes

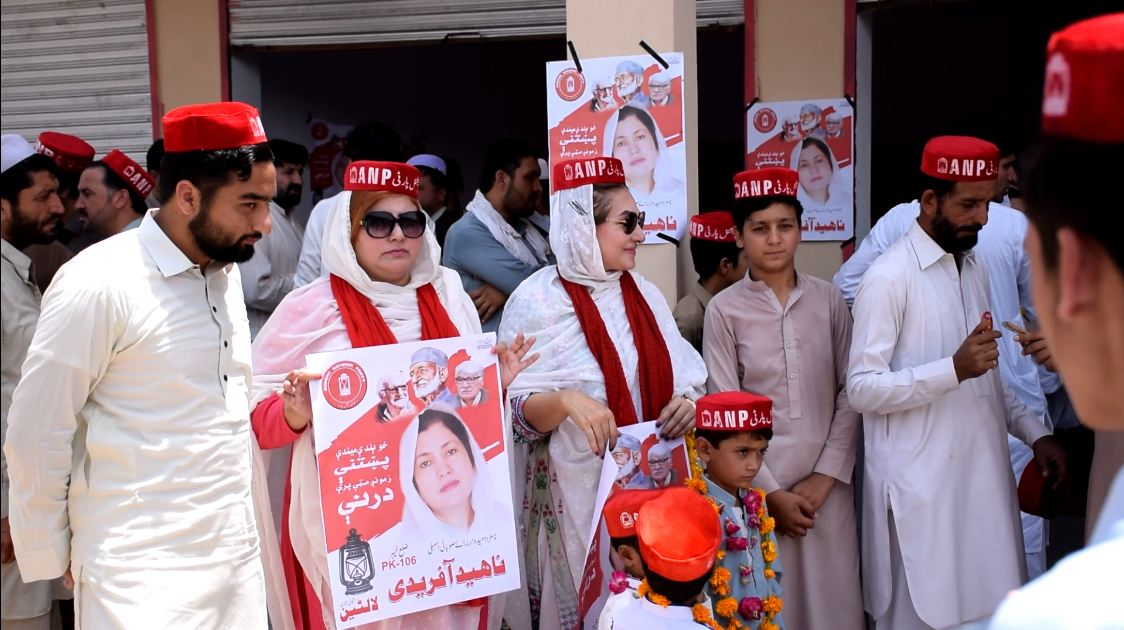
Militants du Parti national Awami lors des élections provinciales de 2019 dans le district de Khyber.

Le Parti national Awami s'est historiquement imposé comme le principal parti défendant la cause des Pachtounes, le deuxième groupe ethnique du pays. Fondé en 1986 par Abdul Wali Khan et actuellement dirigé par son fils Asfandyar Wali Khan, il est l’héritier de divers partis interdits et s'inscrit dans la lignée du Khudai Khidmatgar, mouvement s'étant opposé aux colonisateurs britanniques auprès du Congrès national indien. Ses électeurs sont surtout présents dans la province de Khyber Pakhtunkhwa, le nord-ouest du pays. Souvent marginal, il a néanmoins dirigé l’exécutif de cette province de 2008 à 2013.
Le Pashtunkhwa Milli Awami est quant-à lui tourné vers les Pachtounes habitant le nord du Baloutchistan et qui militent pour leur rattachement à une unique province pachtoune fédérée.
Ancienne scission du Parti du peuple pakistanais menée par Aftab Ahmad Sherpao, le Parti Qaumi Watan s'est refondé en 2012 autour de l’identité pachtoune.

### MQM, le parti muhadjir

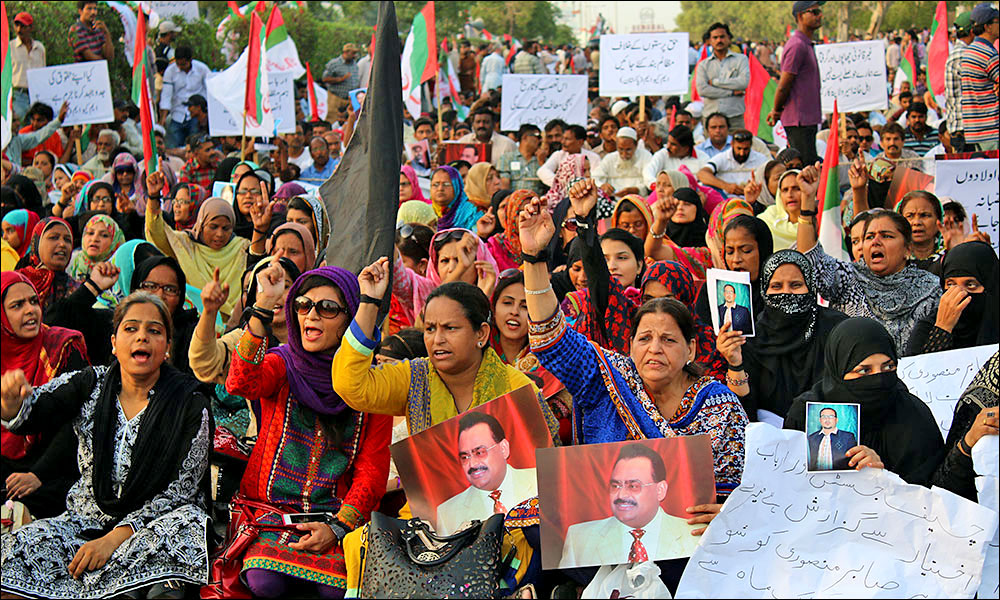
Manifestation du Mouvement Muttahida Qaumi en 2016.

Le Muttahida Qaumi Movement (MQM, « mouvement national uni ») a été fondé en 1984 par Altaf Hussain. Il vise à représenter les Muhadjirs, descendants d'immigrés musulmans indiens s'étant installés dans le pays à la suite de la partition des Indes. Il est souvent le troisième ou le quatrième parti le plus important et est donc parfois stratégique pour former une coalition. La plupart de ses électeurs est située à Karachi, capitale économique du pays. Aux élections législatives de 2008 il a réalisé environ 70 % des voix dans la ville. Il est impliqué dans les conflits communautaires qui touchent la ville et a parfois été l'objet de scissions internes violentes.

### Partis baloutches
La représentation politique des Baloutches est une question particulièrement sensible, étant donné que cette ethnie représentant à peine 4 % de la population du pays est à l'origine d'un mouvement séparatiste mené par des groupes armés. Les mouvements politiques participant au jeu démocratique défendent quant-à eux une autonomie réelle pour la province du Baloutchistan ainsi qu'une meilleure répartition de ses ressources naturelles, qui profiteraient avant tout au gouvernement central. 
Par le passé, les Baloutches ont fait cause commune avec d'autres ethnies, notamment les Pachtounes dans les années 1970 avec le Parti Awami national. En 1996, Ataullah Mengal fonde le Parti national baloutche puis le Jamhoori Wattan est créé peu après avec une influence notable à Dera Bugti. Une scission du parti de Mengal, le Parti national baloutche (Awami), apparait en 1998. En 2003, le Parti national est fondé par Abdul Malik Baloch qui sera ministre en chef de la province de 2013 à 2015.

## Partis religieux

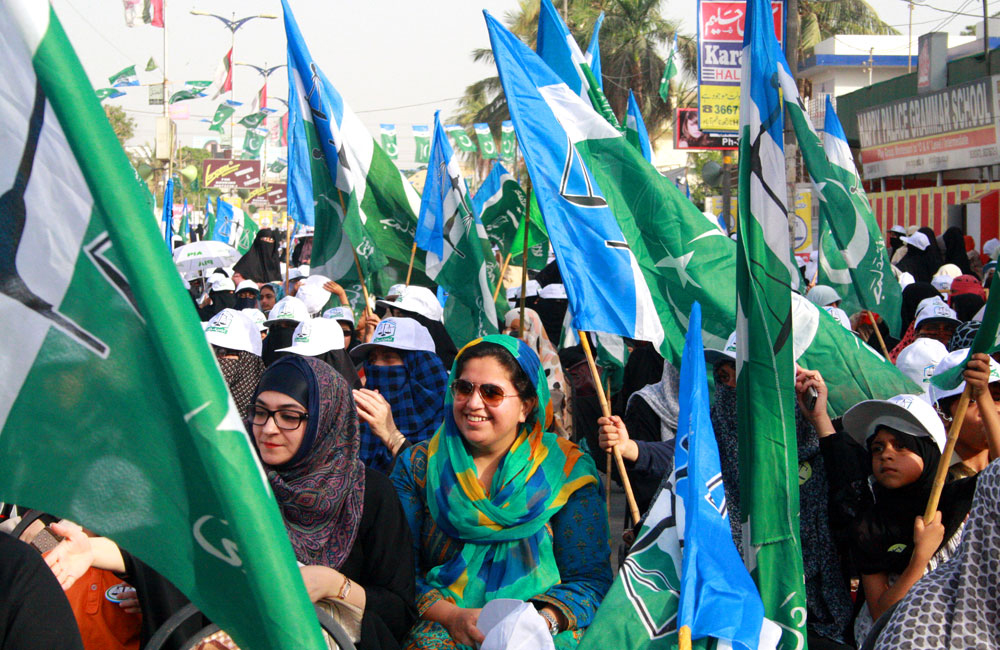
Section féminine de la Jamaat-e-Islami lors d'élection partielle à Karachi, en 2015.

Le Muttahida Majlis-e-Amal est une alliance de cinq partis islamistes qui s'est formée pour les élections législatives de 2002 où elle a remporté un important succès en devenant la troisième force de l'Assemblée nationale. Elle s'est cependant divisée en 2007 mais se reconstitue pour les élections législatives de 2018 où elle réalise un score bien plus modeste.
Elle est composée des partis suivant :
- Jamaat-e-Islami, fondé en 1941 il est le plus ancien et historiquement influent, en étant proche des Frères musulmans.
- Jamiat Ulema-e-Islam, pro-deobandi, il est l'un des plus influents, notamment son chef Fazal-ur-Rehman
- Jamiat Ahle Hadith, marginal
- Jamiat Ulema-e-Pakistan, pro-barelvi et marginal
- Tehrik-e-Jafaria, défendant les chiites pakistanais, fondé en 1979.

Parmi les nombreux autres partis religieux, le très radical Tehreek-e-Labbaik Pakistan a obtenu une influence importante depuis sa fondation en 2015 du fait de son leader charismatique Khadim Hussain Rizvi. Il a lancé plusieurs mouvements de protestation au large écho, malgré un score modeste lors des élections de 2018.

## Autres partis
Liste non exhaustive :
- Gilgit-Baltistan United Movement
- Parti démocratique Hazara
- Parti baloutche Awami
- Parti national du peuple
- Grande alliance démocratique

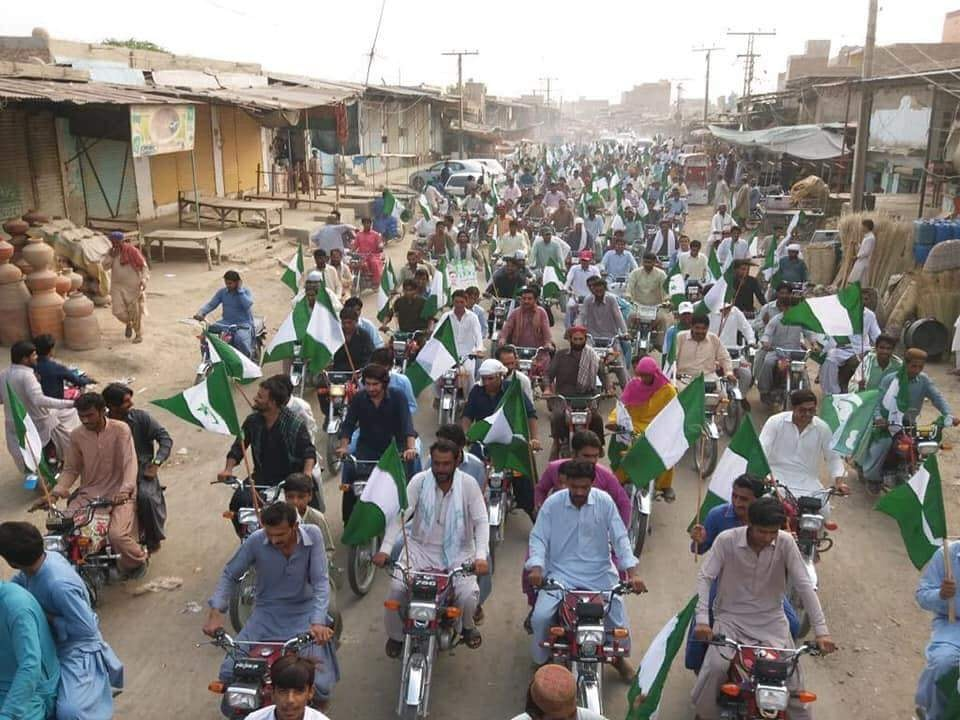
Militants du Parti baloutche Awami à Jafarabad lors des élections législatives de 2018.

- Ligue musulmane de tout le Pakistan
- Ligue musulmane du Pakistan (F)
- Ligue musulmane du Pakistan (J)
- Ligue musulmane du Pakistan (Z)
- Awami Jamhuri Ittehad Pakistan
- Parti communiste du Pakistan (fondé en 1948)

## Représentation (2018-2023)

### Parlement

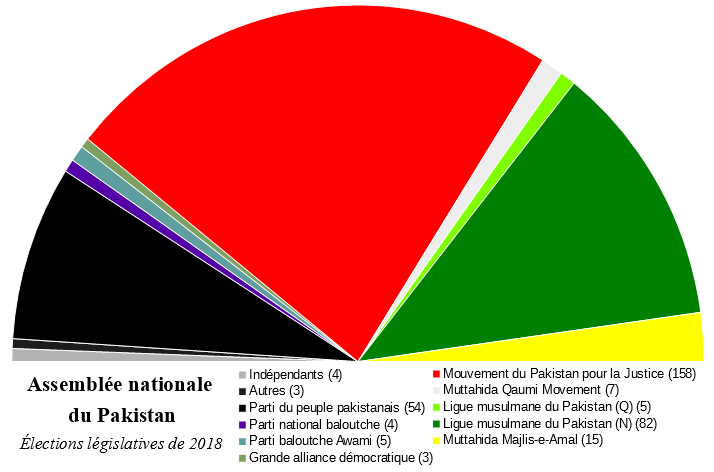
Composition de l'Assemblée nationale après les élections de 2018.

Composition du Sénat après les élections sénatoriales de 2021.

| Parti                                 | Assemblée nationale (2018-2023) | Sénat (2021-2023) | Parlement |
| ------------------------------------- | ------------------------------- | ----------------- | --------- |
| Mouvement du Pakistan pour la justice | 158                             | 27                | 185       |
| Ligue musulmane du Pakistan (N)       | 82                              | 18                | 100       |
| Parti du peuple pakistanais           | 54                              | 21                | 75        |
| Muttahida Majlis-e-Amal               | 15                              | 6                 | 21        |
| Parti baloutche Awami                 | 5                               | 12                | 17        |
| Mouvement Muttahida Qaumi             | 7                               | 3                 | 10        |
| Ligue musulmane du Pakistan (Q)       | 5                               | 1                 | 6         |
| Parti national baloutche              | 4                               | 2                 | 6         |
| Grande alliance démocratique          | 3                               | 1                 | 4         |
| Parti national Awami                  | 1                               | 2                 | 3         |
| Parti national                        | 0                               | 2                 | 2         |
| Pashtunkhwa Milli Awami               | 0                               | 2                 | 2         |
| Jamhoori Wattan                       | 1                               | 0                 | 1         |
| Ligue musulmane Awami                 | 1                               | 0                 | 1         |
| Indépendants                          | 4                               | 3                 | 7         |
| Total                                 | 342                             | 100               | 442       |

### Provinces

Composition de l'Assemblée provinciale du Penjab après les élections de 2018.

Composition de l'Assemblée provinciale du Sind après les élections de 2018.

| Partis                                | Penjab | Sind | KPK | Balouchistan |
| ------------------------------------- | ------ | ---- | --- | ------------ |
| Mouvement du Pakistan pour la justice | 182    | 30   | 94  | 7            |
| Ligue musulmane du Pakistan (N)       | 165    | 0    | 6   | 1            |
| Parti du peuple pakistanais           | 7      | 98   | 5   | 0            |
| Parti baloutche Awami                 | 0      | 0    | 4   | 20           |
| Muttahida Majlis-e-Amal               | 0      | 1    | 18  | 10           |
| Mouvement Muttahida Qaumi             | 0      | 21   | 0   | 0            |
| Parti national Awami                  | 0      | 0    | 12  | 4            |
| Grande alliance démocratique          | 0      | 14   | 0   | 0            |
| Ligue musulmane du Pakistan (Q)       | 10     | 0    | 1   | 0            |
| Parti national baloutche              | 0      | 0    | 0   | 10           |
| Parti national baloutche (A)          | 0      | 0    | 0   | 3            |
| Tehreek-e-Labbaik Pakistan            | 0      | 3    | 0   | 0            |
| Pashtunkhwa Milli Awami               | 0      | 0    | 0   | 1            |
| Jamhoori Wattan                       | 0      | 0    | 0   | 1            |
| Indépendant                           | 5      | 0    | 4   | 4            |
| Total                                 | 371    | 168  | 145 | 65           |